# Stanley Baker
Stanley Baker (Ferndale, Rhondda Cynon Taf, 1928. február 28. – Málaga, Andalúzia, 1976. június 28.) angol színész, filmproducer.

## Életpályája
Még középiskolás korában, az 1940-es évek elején lépett színpadra, s gyakran szerepelt a televízióban is. 1953 után főként a kamerák előtt játszott. 1961-ben ő is szerepet kapott a több Oscar-díjra jelölt Navarone ágyúi című filmben, ahol Gregory Peck és Anthony Quinn is szerepet kapott. Kitűnő alakítást nyújtott Joseph Losey Éva (1962) című filmjében mint Jeanne Moreau partnere.
Bár több történelmi figurát is megelevenített, igazi területe mégis a dráma volt. Jellemábrázoló tehetsége főként bűnügyi történetek feszült légkörű miliőjében bontakozott ki.
Erős dohányosként igen hamar súlyos egészségügyi problémákkal kellett szembenézzen. A túlzásba vitt cigaretta miatt tüdőrákja lett és a betegség a csontjára is átterjedt. Spanyolországi tartózkodása során hunyt el.

## Magánélete
1950–1976 között Ellen Martin színésznő volt a párja. Vele Richard Burton révén ismerkedett meg, aki Baker legjobb barátja volt.

## Filmjei
- BBC Sunday-Night Theatre (1950–1958)
- Őfelsége kapitánya (1951)
- Lili Marlene (1951)
- Kegyetlen tenger (1953)
- A kerekasztal lovagjai (1953)
- III. Richárd (1955)
- Szép Heléna (1956)
- Nagy Sándor, a hódító (1956)
- Jane Eyre (1956)
- Campbell királysága (1957)
- Lángoló hegyek (1959)
- Navarone ágyúi (1961)
- Éva (1962)
- Dingaka (1964)
- Zulu (1964) (producer is)
- Bob Hope Presents the Chrysler Theatre (1966–1967)
- Baleset (1967)
- Szerelem sziciliai módra (1968)
- A tökéletes péntek (1970) (producer is)
- Egy gyík a nő bőrében (1971)
- Zorro (1975)
- How Green Was My Valley (1975–1976)
- A szavanna fia (1977)